# 加州大學戴維斯分校
加州大學戴維斯分校（英語：University of California, Davis），是一所位于美國加利福尼亞州戴維斯市的公立大學，临近加州州府沙加緬度，是加州大學系統中，校园面积最大的，占有超過7156英亩的土地。在校大學生、硕士生與博士生共三万多人，被誉为美国公立常春藤之一。
加州大學戴維斯分校是一所综合性公立研究型大学，設10個學院， 以農林學科、工程、數理學科、管理學科、經濟學、法律、生命科學、社會科學等科系著稱，同時也是世界獸醫、環境科學、農業和可持續發展的研究和教育中心。

## 历史
该校最初为1905年開設的加州大學農場（University Farm）。1992年更名为加州大学农学院北部分校（Northern Branch of the College of Agriculture）。1959年獨立設校，更名为加州大学戴維斯分校，為第七所加州大學。至2015年為止，UCD是十所加州大學裡學生人數第三多的學校，達3萬5千餘人。

## 學術

### 学院
- 護理學院（Betty Irene Moore School of Nursing）
- 農業及環境科學學院（College of Agricultural and Environmental Sciences）
- 生物科學學院（College of Biological Science）
- 工程學院（College of Engineering）
- 文理學院（College of Letters and Science）
- 管理研究生院（Graduate School of Management）
- 教育學院（School of Education）
- 法學院（School of Law）
- 醫學院（School of Medicine）
- 獸醫學院 （页面存档备份，存于）（School of Veterinary Medicine）

### 图书馆
加州大学戴维斯分校的图书馆系统包括彼特.希尔兹图书馆（Peter J. Shields Library）、物理学与工程图书馆、卡尔森健康科学图书馆，以及在萨克拉门托的医疗中心图书馆，共有超过三百五十万册书籍，并提供了许多特别的收藏和服务。彼特.希尔兹图书馆经历了许多次建设和扩建，所以有三种不同的建筑风格，它是学生们在校园里主要学习的图书馆，并且配备了一间24小时读书室、计算机房和独特的桌椅。

## 校园

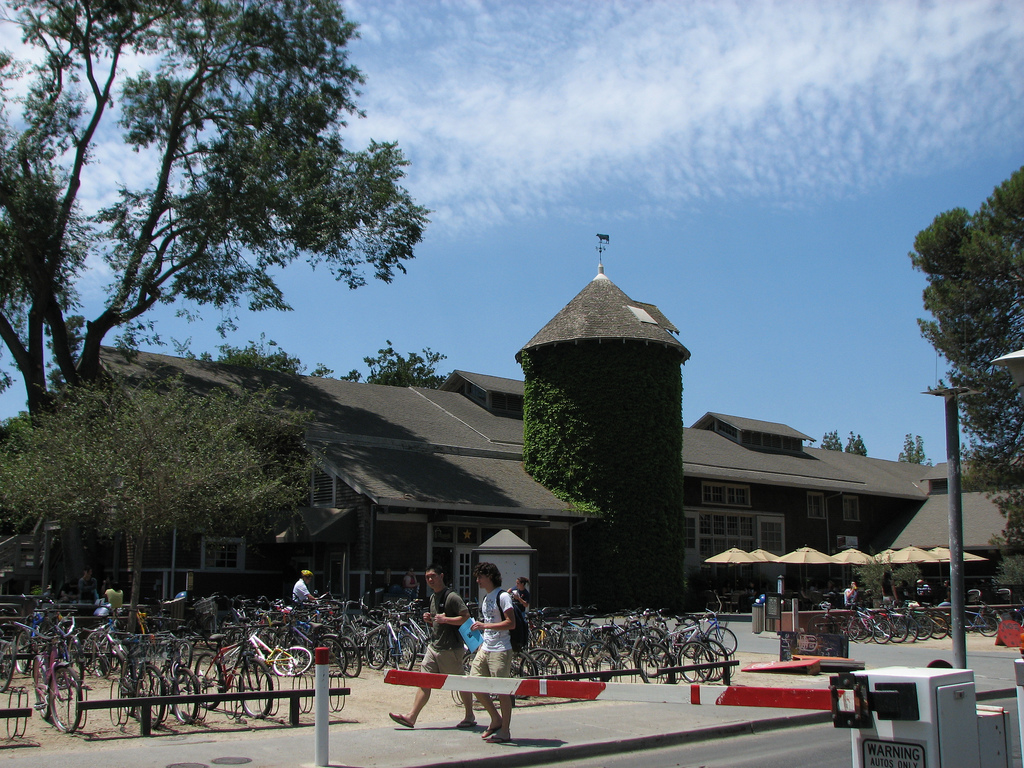
Silo Union，大学早期建筑之一

戴維斯加利福尼亞大學是加州大学系统中校区占地最大的一个，校园占地7,256英畝（29.4平方），跨优洛县和索拉诺两县。学校距离位于加州中央谷地萨克拉门托谷的萨克拉门托15英里（24.1），由此可经80号州际公路前往全美各地。UC Davis不仅是加州大学系统中唯一一所拥有机场的校区（机场坐落于校区西侧，以加州113号州际公路與主校區分隔），也是加州大學系统中唯二拥有消防队的两个校區之一，另一个则是聖塔克魯茲加大。UCD也有原子核物理实验室，該實驗室也是加州大學系統中唯二兩個核試驗室之一，另一个位于伯克利加大。
戴維斯是美国著名的大学城之一，戴维斯市便是依校而兴。大学的Manetti Shrem艺术博物馆也为全市居民提供免费的展览服务。市內6萬人口中學生的比例非常高，學生和常住居民的比例約為1比4。UCD主校区、宿舍和市中心僅以一條街分隔，几分钟的步行时间也是戴维斯可以称为“大学城”的原因之一。此外，戴维斯和加州州府萨克拉门托仅有10余分钟的车程，使得戴维斯即可以维持一个“大学城”的安静氛围，也可以置身于都市圈的繁华之内。得益于戴维斯小镇的自行车道，在小镇内使用自行车作为交通工具十分方便。

## 排名
該大學是公立常春藤之一，全球排名在100位以內。2024年泰晤士T.H.E.世界大学综合排名第59名；美國公立大學中全國排行第8名；美國大學綜合排名第36名。
该校擁有全美國規模最大的獸醫學院，並且該學院在世界大學獸醫專業排名中連續五年（2015–2019）獲得第一。

## 知名校友

### 政治圈
- 倫敦·布里德（London Breed）：美國加利福尼亞州舊金山市和县市長[12]
- 乔·沃扎（Joe Krovoza）：加州戴維斯市前市长[13]
- 安娜·埃斯科贝多·卡布拉尔（Anna Escobedo Cabral），美国财政部财务长（2005年-2009年）[14][15]
- 安·維尼曼（Ann M. Veneman）：美国农业部部长（2001年 - 2005年） ，其副部长为华裔任筑山博士[16]
- 黄苑玲（Asmundson, Ruth）：加州戴維斯市前市长，菲律宾华裔[17]
- 海瑟·法高（Heather Fargo）：加州首府沙加緬度市（Sacramento）市長（2000年 - 2008年）[18]
- 達雷爾·斯坦伯格（Darrell Steinberg）：加州首府沙加緬度市（Sacramento）市長（2016年 - ）
- 冯慧兰：印度尼西亚商务部长[19]

### 科技圈
- 庄思浩（Alfred Chuang）：BEA Systems總裁兼執行長[20]
- 李飞鹏（Francis Lee）：Synaptics首席執行官兼董事局主席。[21]
- 丹尼尔·哈（Daniel Ha）：Disqus联合创始人兼首席執行官。

### 學者圈
- 查尔斯·M·赖斯（Charles M. Rice），美國病毒學家、醫學家，獲2020年諾貝爾生理學或醫學獎；
- 史蒂芬·坦斯利（Steven Tanksley）：植物學家，康乃尔大学教授，是美国国家科学院最年轻的院士，2004年和袁隆平共同获得沃尔夫农业奖。[22]
- 管中閔：經濟學家，現任國立台灣大學校長，中央研究院院士[23]
- 古德夫·库什（Gurdev S. Khush）：水稻育種學家，前国际水稻研究所（IRRI）遗传部主任，沃尔夫农业奖和世界粮食奖得主。美国科学院院士，中国科学院外籍院士。2004年沃尔夫奖得主——中国杂交水稻之父袁隆平推荐人之一。[24]
- 许小年：经济学家，中欧国际商学院教授。许小年简历[]
- 李志远 （页面存档备份，存于）：经济学家，《经济学》（季刊）副主编，中国国际贸易研究会常任委员，中国世界经济学会理事，复旦大学经济学院教授。
- 张启发：华中农业大学生命科学技术学院院长，著名作物遗传育种及分子生物学家。张启发简历 （页面存档备份，存于）
- 史蒂芬·罗宾逊（Stephen Robinson）：美国国家宇航员。Professor Stephen K. Robinson （页面存档备份，存于）
- 李成章：前中興大學校長，教授植物學與遺傳學。李成章简历 （页面存档备份，存于）
- 張文亮：國立台灣大學生工系教授，教授環境化學與生態學，著作曾獲金鼎獎。
- 孫永信：輔仁大學物理系教授兼系主任。
- 丁興祥：輔仁大學心理系教授
- 簑原俊洋：日裔美國人，生於美國加利福尼亞州，神戶大學大學院法學研究科教授，日本戰爭史研究學者。
- 前田浩：日本科學家，EPR效應的發現者。

### 文學圈
- 北岛

### 演藝圈
- 甄文達（Martin Yan）：廚師，電視節目Yan Can Cook的主持人。
- 林敏俐：2002年香港小姐冠軍。
- 徐子珊：2004年香港小姐冠軍。
- 金伯利·加法叶

## 外部連結
- 官方网站
- Davis Wiki（页面存档备份，存于） - 戴維斯市的維基
- The California Aggie（页面存档备份，存于） - 學校的報紙